# Aga janczarów
Aga janczarów - w okresie Imperium Osmańskiego najwyższe rangą stanowisko w ramach Korpusu Janczarów oznaczające faktycznego dowódcę Korpusu od czasu jego powstania w XIV wieku do jego rozwiązania w 1826 roku (wyłączając lata 1451-1515).

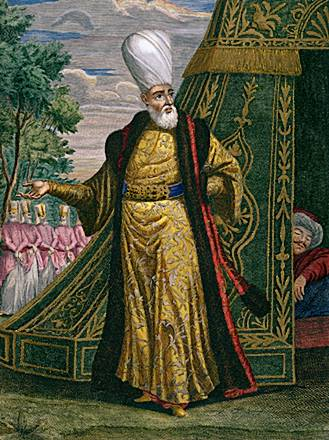
Aga kanczarów (XVIII wiek)

## Historia
Według tradycyjnych przekazów przed rokiem 1451 na dowódcę Korpusu wybierano osobę pełniącą funkcję agi janczarów. 
Aga zwyczajowo wywodził się z samego korpusu oraz ukończył szkołę pałacową, początkowo wybierany zostawał osobiście przez sułtana. Z czasem wielcy wezyrowie zaczęli dokonywać wymian agi, jednak nadal wymagało to zgody sułtana co w większości wypadków było tylko formalnością. Wymiany dowódcy przez wezyrów wskazywały na zmianę odchodzenie od patrzenia na janczarów jako 'wojowników sułtana'.
W roku 1451 Mehmed II Zdobywca zdymisjonował ówczesnego dowódcę Kazancı Doğana i zdegradował stanowisko agi janczarów. Sułtan postanowił że stanowisko sekbanbaşı będzie od tego momentu najwyższe rangą ramach Korpusu i zarazem nowym faktycznym dowódcą Korpusu, było to działanie mające na celu centralizację instytucji wojskowych. Do 1515 jedenastu sekbanbaşı pełniło rolę dowódcy Korpusu. Stanowisko agi janczarów odzyskało swój status w 1515 gdy na rozkaz Selima I egzekucji poddany został ostatni sekbanbaşı sprawujący rolę dowódcy Korpusu, Balyemez Osman Ağa. Od tego momemntu sekbanbaşı powrócił do rangi zastępcy agi.
Wyodrębnić można w przybliżeniu 3 okresy które charakteryzują agów, ich pochodzenie oraz szanse na awans:
- 1515-1612 - zdecydowana większość agów (88,5%) wywodziła się z dworu sułtańskiego, byli w pełni zależni od sułtana i mieli większe szanse awansu na wysokie stanowiska
- 1613-1704 - okres przejściowy, nowi agowie coraz częściej wywodzili się wprost z Korpusu Janczarskiego (40% z dworu sułtańskiego, 46% z Korpusu), profesjonalizacja Korpusu zmniejszyła liczbę ich obowiązków administracyjnych i wykonawczych, XVII wiek był burzliwym okresem w Imperium  wskutek czego ich szanse na karierę zaczęły maleć
- 1705-1826 - okres politycznej marginalizacja pozycji agi janczarów, awanse były coraz rzadsze, niemal wszyscy agowie (95,6%) wywodzili się z Korpusu

Od czasu Selima I dowódca korpusu mógł osobiście dowodzić wszystkimi ortami tylko w obecności sułtana, w przeciwnym razie był tylko zastępcą osoby wyznaczonej przez sułtana. Według tradycyjnych źródeł, w 1594 pojawiły się objawy procesu słabnięcia zależności agi do sułtana, agowie mimo braku obecności sułtana w trakcie kampanii wojennych zajmowali się dowodzeniem janczarami.
Gdy sułtan był w pałacu, od agi oczekiwano bycia uczestnikiem w spotkaniach rady Imperium, mimo że sam nie był jej członkiem. Miał uczestniczyć w piątkowych modlitwach razem z sułtanem.
Dowódca w decyzjach dotyczących Korpusu konsultował się z radą Korpusu (tur. yeniçeri divânı). W skład której wchodził on sam oraz:
- tur. kul kethüdası – dowódca ugrupowania bölük
- tur. sekbanbaşı – dowódca ugrupowania sekbanów
- 3 dowódców elitarnych ort z ugrupowania cemaat pierwotnie wywodzących się z sułtańskich kręgów łowieckich tj.:
  - tur. samsuncu başı, dowódca orty numer 71
  - tur. zagarcı başı, dowódca orty numer 64
  - tur. turnacı başı, dowódca orty numer 73
- Prawdopodobnie w obradach brał także udział dowódca żandarmerii tur. başçavuş

Wśród stanowisk na które agowie awansowali po zakończeniu służby występują: namiestnik miasta, kajmakam, serasker, bejlerbej prowincji, wielki admirał, wezyr oraz wielki wezyr. W latach 1515-1826 łącznie 30 osób pełniących wcześniej urząd agi janczarów otrzymało stanowisko wielkiego wezyra, 11 zostało poddanych egzekucji, 5 zamordowanych a 39 wypędzonych w różne miejsca w Imperium.
W roku 1826 sułtan Mahmud II rozwiązał Korpus Janczarów, pomógł mu w tym ostatni aga janczarów, Mehmed Celaleddin Ağa.